# 114739 Tripodi
114739 Tripodi è un asteroide della fascia principale. Scoperto nel 2003, presenta un'orbita caratterizzata da un semiasse maggiore pari a 3,2395410 au e da un'eccentricità di 0,0681825, inclinata di 14,00461° rispetto all'eclittica.
L'asteroide è dedicato all'astronoma amatoriale italiana Antonella Tripodi.